# Cassandra Fedele

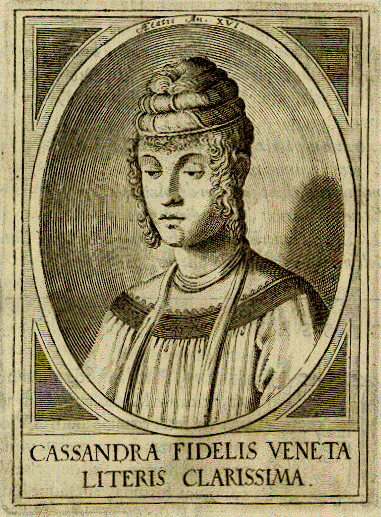
Porträt aus dem 17. Jahrhundert. Die Vorlage für das Bild aus Tomasinis Edition der Schriften von Cassandra Fedele war ein Ölgemälde in der Pinacoteca Ambrosiana (Mailand).

Cassandra Fedele (* 1465 in Venedig; † 24./25. März 1558 ebenda) war eine italienische Humanistin.

## Leben
Ihr Vater förderte ihr frühes Interesse für klassische Sprachen. Später folgt ein Studium in Dialektik und Philosophie bei einem Hauslehrer. Ein Universitätsstudium blieb ihr allerdings verwehrt. 1487 wurde Cassandra von der Universität Padua gebeten, bei einer Promotionsfeier eine Rede zum Lob der Wissenschaften zu halten. Ihre Oratio wurde bald im Druck verbreitet und ihre weibliche Gelehrsamkeit drang sogar bald bis nach Deutschland (Ausgabe Nürnberg 1489).
Um 1500 heiratete Cassandra Fedele einen Arzt aus Vicenza, womit ihre Studienzeit zu Ende ging. Mit ihrem Gatten verbrachte sie einige Jahre auf der Mittelmeerinsel Kreta. Auf der Rückreise verlor das Paar seine ganze Habe bei einem Schiffbruch. Als Cassandras Mann am 1. Mai 1521 starb, nahm sie ihr Studium wieder auf. Da ihr Gatte sein Erbteil durch das Schiffsunglück auf hoher See verloren hatte, lebte Cassandra in Armut. Von ihrer Familie wurde sie wenig unterstützt. In ihrer Not bat Cassandra Fedele Papst Leo X. (1475–1521) erfolglos um Unterstützung. Erst Paul III. (1468–1549), den sie ebenfalls um Hilfe ersuchte, bewirkte beim Senat von Venedig ihre Ernennung zur Priorin des Waisenhauses, das der Kirche San Domenico di Castello angeschlossen war. Ihren letzten Auftritt hatte die Neunzigjährige, als sie zur Begrüßung der polnischen Königinmutter Bona Sforza eine Rede hielt.
Angelo Poliziano (1454–1494) nannte sie eine „Zierde Italiens“. Gerühmt wurden ihr poetisches und musikalisches Talent, allerdings sind nur Briefe und Reden von ihr erhalten.